# Il falegname
Il falegname és una òpera en tres actes composta per Domenico Cimarosa sobre un llibret italià de Giuseppe Palomba. S'estrenà al Teatro dei Fiorentini de Nàpols el carnestoltes de 1780.
El 1789 es va representar a Treviso i Udine en dos actes i amb el nom de L'artista.